# Politics as Usual
Albums de Termanology
Out the Gate
(2005) 1982
(2010)
Politics as Usual est le premier album studio de Termanology, sorti le 30 septembre 2008.
L'album s'est classé 37e au Top Heatseekers.

## Liste des titres
| No  | Titre                                                   | Contient un (des) sample(s) de       | Durée |
| --- | ------------------------------------------------------- | ------------------------------------ | ----- |
| 1.  | It's Time                                               |                                      | 0:53  |
| 2.  | Watch How It Go Down                                    |                                      | 4:00  |
| 3.  | Respect My Walk                                         |                                      | 3:03  |
| 4.  | Hood Shit (featuring Prodigy)                           | Stand By de Rick Wakeman             | 3:55  |
| 5.  | Float                                                   | Float On des Floaters                | 3:15  |
| 6.  | Please Don't Go                                         |                                      | 4:27  |
| 7.  | How We Rock (featuring Bun B)                           |                                      | 3:57  |
| 8.  | Drugs Crime Gorrilaz (featuring Freeway et Sheek Louch) |                                      | 3:51  |
| 9.  | In the Streets (featuring Lil' Fame)                    |                                      | 3:53  |
| 10. | So Amazing                                              | You Made Me Believe de Marilyn Scott | 3:52  |
| 11. | Sorry I Lied to You                                     |                                      | 3:03  |
| 12. | We Killin' Ourselves                                    |                                      | 3:58  |
| 13. | The Chosen (Resurrecting The Game)                      |                                      | 3:25  |

| 14. | Fly Away  | 3:06 |
| 15. | Hold That | 3:02 |